# Comuna Kîsleanka, Sînelnîkove
Kîsleanka (în ucraineană Кислянка) este o comună în raionul Sînelnîkove, regiunea Dnipropetrovsk, Ucraina, formată din satele Horoșeve, Kameanuvatka, Kîsleanka (reședința) și Nadejdivka.

## Demografie
Componența lingvistică a satului Kîsleanka
     Ucraineană (91,27%)
     Rusă (6,07%)
     Alte limbi (0,85%)
Conform recensământului din 2001, majoritatea populației satului Kîsleanka era vorbitoare de ucraineană (91,27%), existând în minoritate și vorbitori de rusă (6,07%).